# Ineos Styrolution
Die Ineos Styrolution Group GmbH (Eigenschreibweise INEOS Styrolution) ist ein weltweit tätiger Anbieter von Styrolkunststoffen mit Hauptsitz in Frankfurt am Main. Das Unternehmen ist eine hundertprozentige Tochtergesellschaft von Ineos und bietet Styrolkunststoffe für alltägliche Produkte unterschiedlicher Branchen, zum Beispiel Automobil, Elektronik, Bauwesen, Haushalt, Freizeit, Verpackung sowie Medizin und Gesundheit.

## Hauptverwaltung und Standorte
Ineos Styrolution beschäftigt rund 3100 Mitarbeiter. Der globale und europäische Hauptsitz liegt in Frankfurt am Main, die regionalen Zentralen liegen in Aurora (Illinois) (USA) und Singapur. INEOS Styrolution unterhält 16 Produktionsstandorte in neun Ländern: Deutschland (Ludwigshafen, Schwarzheide, Köln), Belgien (Antwerpen), China (Foshan, Ningbo), Frankreich (Wingles), Korea (Ulsan, Yeosu), Thailand (Map Ta Phut), USA (Channahon, Decatur, Texas City, Bayport), Kanada (Sarnia) und Mexiko (Altamira).

## Produktportfolio
Das Unternehmen bietet verschiedene Standard- und Spezial-Styrolkunststofftypen an: Styrolmonomer (SM), Polystyrol (PS), Acrylnitril-Butadien-Styrol (ABS), Styrolbutadiencopolymer (SBC), weitere styrolbasierte Copolymere (SAN, AMSAN, ASA, MABS) und Copolymerblends.
Styrolmonomer (SM) ist ein farbloses flüssiges Zwischenprodukt, das sich leicht polymerisieren lässt.
Polystyrol (PS) ist ein thermoplastischer Kunststoff, der u. a. in Einwegverpackungen, in der Büro- und Informationstechnik und in Küchen- und Großgeräten (z. B. als Innenauskleidung von Kühlschränken) Verwendung findet.
Acrylnitrilbutadienstyrol (ABS) ist ein thermoplastischer Kunststoff, der für farbige Teile eingesetzt wird, die wärmebeständig und schlagfest sein müssen (z. B. Staubsauger und Elektrowerkzeuge). Weitere Anwendungen findet man im Automobilbau, in Mobiltelefongehäusen und im Sport- und Freizeitbereich.
Styrolbutadiencopolymer (SBC) ist ein transparenter und schlagzäher thermoplastischer Kunststoff. SBC wird meist für Lebensmittel- und Display-Verpackungen verwendet.
Styrolbasierte Copolymere (SAN, AMSAN, ASA, MABS) und Copolymerblends (ABS/PA, ASA/PA, ASA/PC) sind thermoplastische Harze, die hauptsächlich für technische Anwendungen verarbeitet werden, beispielsweise in Autoteilen, Gartengeräten, Werkzeugen, Haushalts-, Elektro- und Kommunikationsgeräten sowie in Computern.

## Geschichte
Am 30. November 2010 unterzeichneten BASF und Ineos eine Absichtserklärung über die Zusammenlegung ihrer wesentlichen Styrolgeschäftsaktivitäten. Im April 2011 genehmigte die US-Wettbewerbsbehörde die Gründung des neuen Joint Ventures ohne Auflagen. Ende Mai 2011 unterzeichneten BASF und Ineos einen Vertrag, der die Zusammenarbeit im neuen Styrolution Joint Venture regelt. Anfang Juni 2011 genehmigte die Europäische Kommission die Gründung des Styrolution Joint Ventures unter der Auflage, dass die Unternehmen einen ABS-Produktionsstandort in Tarragona, Spanien, verkaufen. Dieser Produktionsstandort entspricht weniger als 3 % des Pro-forma-EBITDA vor Sondereinflüssen von Styrolution bezogen auf das Jahr 2010.
Das Unternehmen wurde im Oktober 2011 als Joint Venture zwischen BASF und Ineos gegründet. Am 1. Oktober 2011 trat Styrolution erstmals als selbständiges Unternehmen im Markt auf.
Im Februar 2014 kündigte das Unternehmen an, sein Werk im US-amerikanischen Indian Orchard aufgrund eines Überangebotes an Standardkunststoffen zu schließen und die Produktion an andere Standorte zu verlagern. Das Polystyrol-Werk produzierte bislang mehr als 100.000 Tonnen.
Am 30. Juni 2014 wurde in einer gemeinsamen Erklärung bekanntgegeben, dass Ineos die 50-%-Beteiligung der BASF für einen Kaufpreis in Höhe von 1,1 Mrd. Euro übernimmt.
Am 18. Januar 2016 gab Styrolution bekannt, dass das Unternehmen fortan unter dem Namen Ineos Styrolution auftreten werde.
Im Juli 2022 wurde ein ABS Joint Ventures mit SINOPEC als Teil eines $7 Milliarden Deals zwischen Ineos und SINOPEC angekündigt. Daraufhin wurde im November 2023 eine 600,000 Tonnen ABS-Anlage in Ningbo, China eröffnet.